# Corazón que miente
 Serce które kłamie (hiszp. Corazón que miente) – meksykańska telenowela wyprodukowana przez MaPat L. De Zatarian dla Televisy i emitowana na El Canal de las Estrellas. Jest to adaptacja telenoweli Labirynt namiętności z 1999 wyprodukowanej przez Ernesto Alonso. Wersja oryginalna została napisana przez Caridad Bravo Adams. Od 8 lutego 2016 telenowela jest emitowana w Meksyku na kanale CDLE..
Jako protagoniści zagrali Thelma Madrigal, Pablo Lyle  i Diego Olivera, a w rolę antagonistów wcielili Alejandro Tommasi, Dulce María i Lourdes Reyes.

## Obsada
- Thelma Madrigal – Mariela Salvatierra Morán
- Pablo Lyle – Alonso Ferrer Castellanos
- Diego Olivera – Leonardo del Rio Solórzano
- Mayrín Villanueva – Lucia Castellanos Sáenz de Ferrer
- Alexis Ayala – Padre Daniel Ferrer Bilbatúa
- Alejandro Tommasi – Demián Ferrer Bilbatúa
- Dulce María – Renata Ferrer Jauregui
- María Sorté – Carmen Oceguera
- Lourdes Reyes – Rafaela del Moral Sáenz de Ferrer
- Alejandro Ávila – Rogelio Medina Sánchez
- Eric del Castillo – Manuel Salvatierra Neri
- Gerardo Murguía – Eduardo Moliner Arredondo
- Ricardo Margaleff – Cristian Mena Souza
- Alejandra Procuna – Elena Solís Saldívar
- Vanesa Restrepo – Denise Shapiro Berlanga
- Alejandra Jurado – Amalia González de Valdivia
- Jorge Ortín – Noé Valdivia Pérez
- Fátima Torre – Leticia Valdiva González "Lety"
- Federico Ayos – Santiago Ferrer Castellanos
- Emmanuel Palomares – Lisandro Moliner Bustos
- David Palacio – Julio Solís Saldívar
- Jessica Mas – Karla Bustos de Moliner
- Valentina Hazouri – Mariela Salvatierra Morán (menina)
- Nikolas Caballero – Alonso Ferrer Castellanos (menino)
- Santiago Torres Jaimes – Santiago Ferrer Castellanos (menino)
- Montserrat Grm – Leticia Valdivia González "Lety" (menina)
- Jessica Decote – Florencia Moliner Bustos
- Ricardo Vera – Preciado
- Jessica Segura – Cirila Reyes Medina
- Benjamín Islas – Mario Preciado
- Mónica Zorti – Marcia
- Iliana de la Garza – Eva
- Ricardo Guerra – Zanabria
- Vicente Torres – Ponciano
- Helena Rojo – Sara Sáenz vda. de Castellanos
- Arturo Muñoz  – Cefiro
- Lorena Álvarez – Tía Martha
- Ricardo Crespo – Fabricio
- Rubén Cerda – Antonio

## Ścieżka dźwiękowa
- Corazón que miente - David Bisbal